# Slezská vysočina
Slezská vysočina (polsky Wyżyna Śląska; polské geografické značení 341.1) je geografický makroregion - vysočina v jižním Polsku. Zahrnuje jižní část vysočiny Wyżyna Śląsko-Krakowska (Slezsko-krakovská vysočina), která je západní částí geomorfologické provincie Wyżyny Polskie (Polské vysočiny). Rozkládá se v Opolském vojvodství, Slezském vojvodství a Malopolském vojvodství. Její název souvisí se historickým regionem Slezsko.

## Geografie a členění vysočiny
Wyżyna Śląską se dělí na mezoregiony (geomorfologické oblasti):
- Chełm (polské geografické značení 341.11)
- Garb Tarnogórski (polské geografické značení 341.12)
- Wyżyna Katowicka (polské geografické značení 341.13)
- Pagóry Jaworznickie (polské geografické značení 341.14)
- Płaskowyż Rybnicki (polské geografické značení 341.15)

Nejvyšším geografickým bodem je Góra Świętej Anny (německy Sankt Annaberg v regionu Chełm) s nadmořskou výškou 408 m, která se nachází v obci Góra Świętej Anny (Hora svaté Anny). Nachází se zde také Nachází se zde také písečná poušť Pustynia Błędowska a množství chráněných oblastí.

## Průmysl a osídlení
Wyżyna Śląska je nejprůmyslovější oblastí Polska a patří také mezi nejvíce osídlené a nejvíce znečištěné regiony Polska. Souvisí to s výskytem nerostného bohatství, zejména černého uhlí, kamene a rud. Je zde mnoho dolů, elektráren a továren. Největším městem jsou Katowice (Katovice), které jsou také největším městem Horního Slezska a Slezského vojvodství.

## Vodstvo
Wyżyna Śląska tvoří rozvodí veletoků povodí Odry a povodí Visly, které patří do úmoří Baltského moře. Říční síť je řidká a s vyšším stupněm znečištění. Hlavní řeky jsou Visla, Odra, Przemsza a Brynica. 

## Galerie

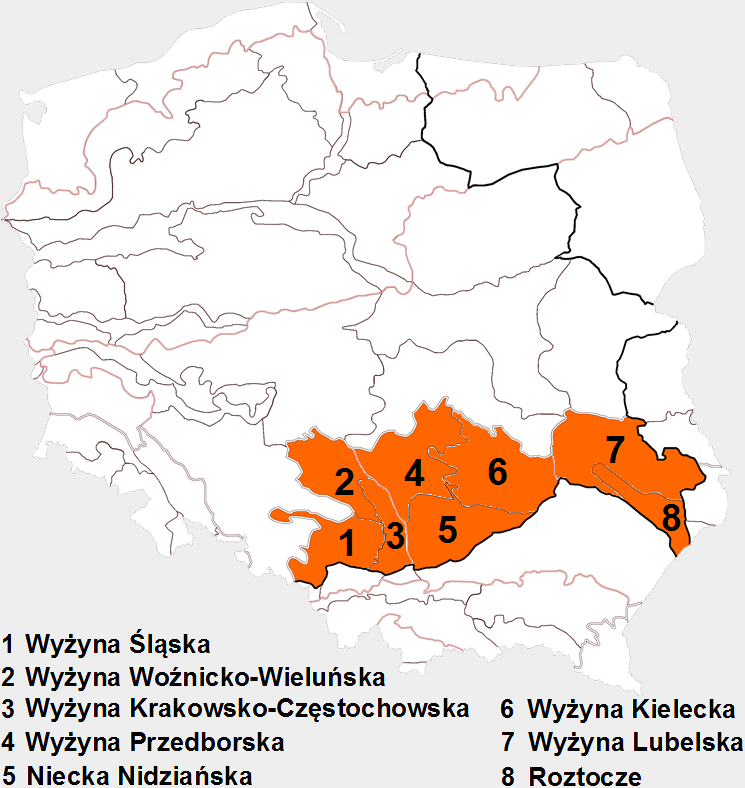
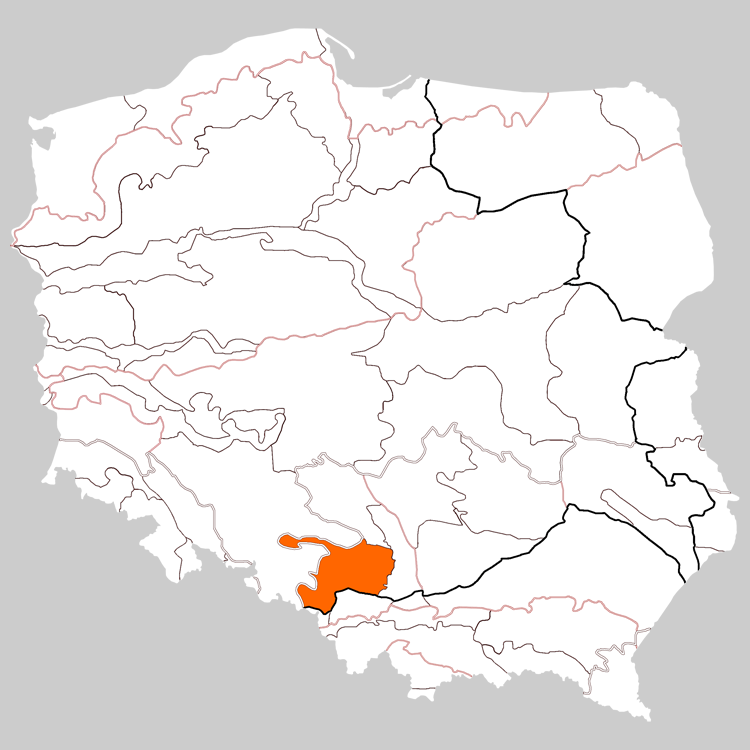
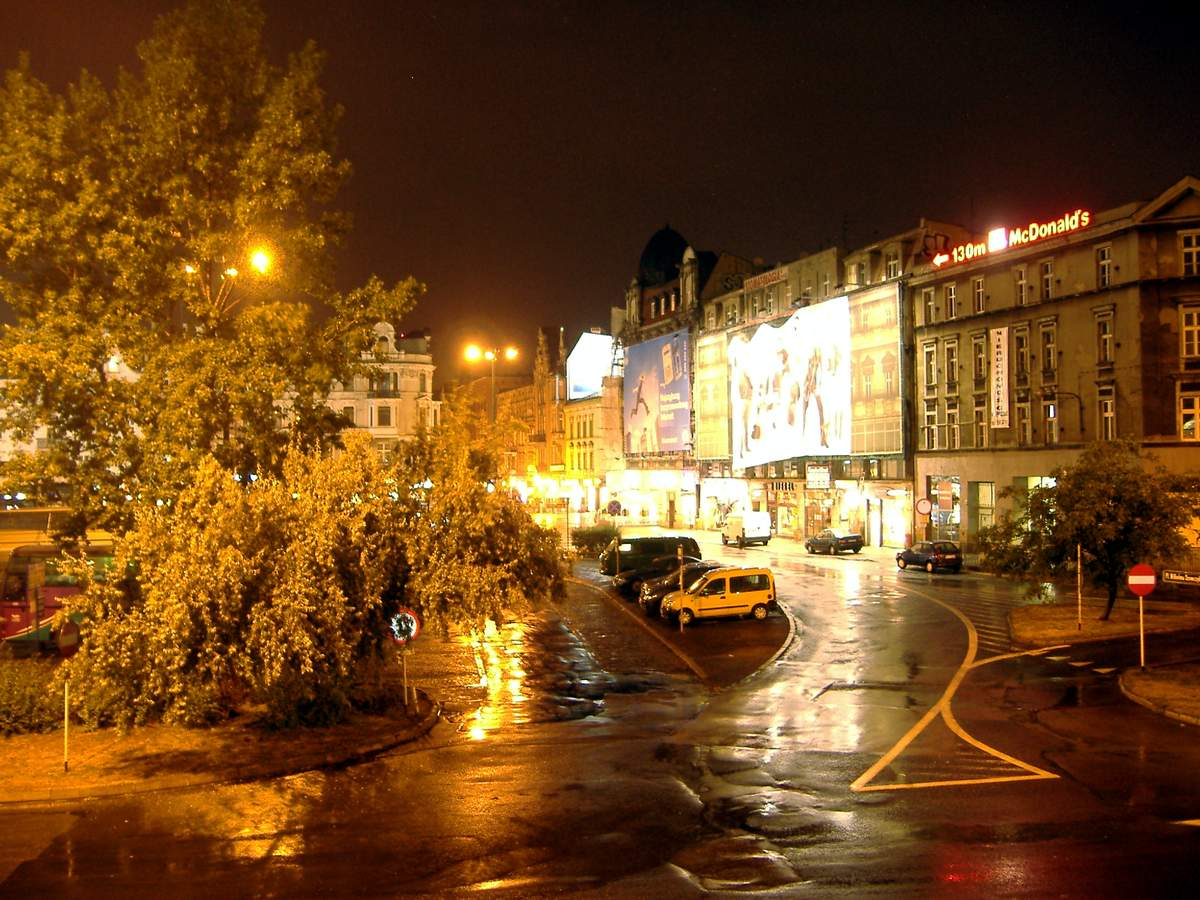